# Rue de Picardie (Paris)
Pour les articles homonymes, voir Rue de Picardie.
La rue de Picardie est une voie publique du 3e arrondissement.

## Situation et accès
Ce site est desservi par les stations de métro Filles du Calvaire et Temple.

## Origine du nom
Henri IV avait formé le projet de faire bâtir dans le quartier du Marais une grand place qui serait nommée « place de France », sur laquelle devaient aboutir plusieurs rues portant chacune le nom d'une province. C'est ainsi que cette rue a porté le nom de la province de Beaujolais.
C'est par analogie avec la méthode d'attribution des odonymes du quartier d'Henri IV que la rue a finalement pris le nom de la Picardie, qui était une province d'Ancien Régime ne s'étant vu attribuer aucune rue lors de la mise en œuvre du projet initial. La modification a permis de faire cesser la confusion avec les deux autres rues portant le même nom dans Paris : les rue de Beaujolais et rue de Beaujolais-Saint-Honoré.

## Historique
En plein cœur du quartier du Marais à Paris, la rue de Picardie fut ouverte sur des terrains appartenant à la culture du Temple.
Elle est citée sous le nom de « rue de Beaujollois » dans un manuscrit de 1636.
Elle s'est appelée « rue du Beaujolais », puis « rue des Alpes » de 1798 à 1814.

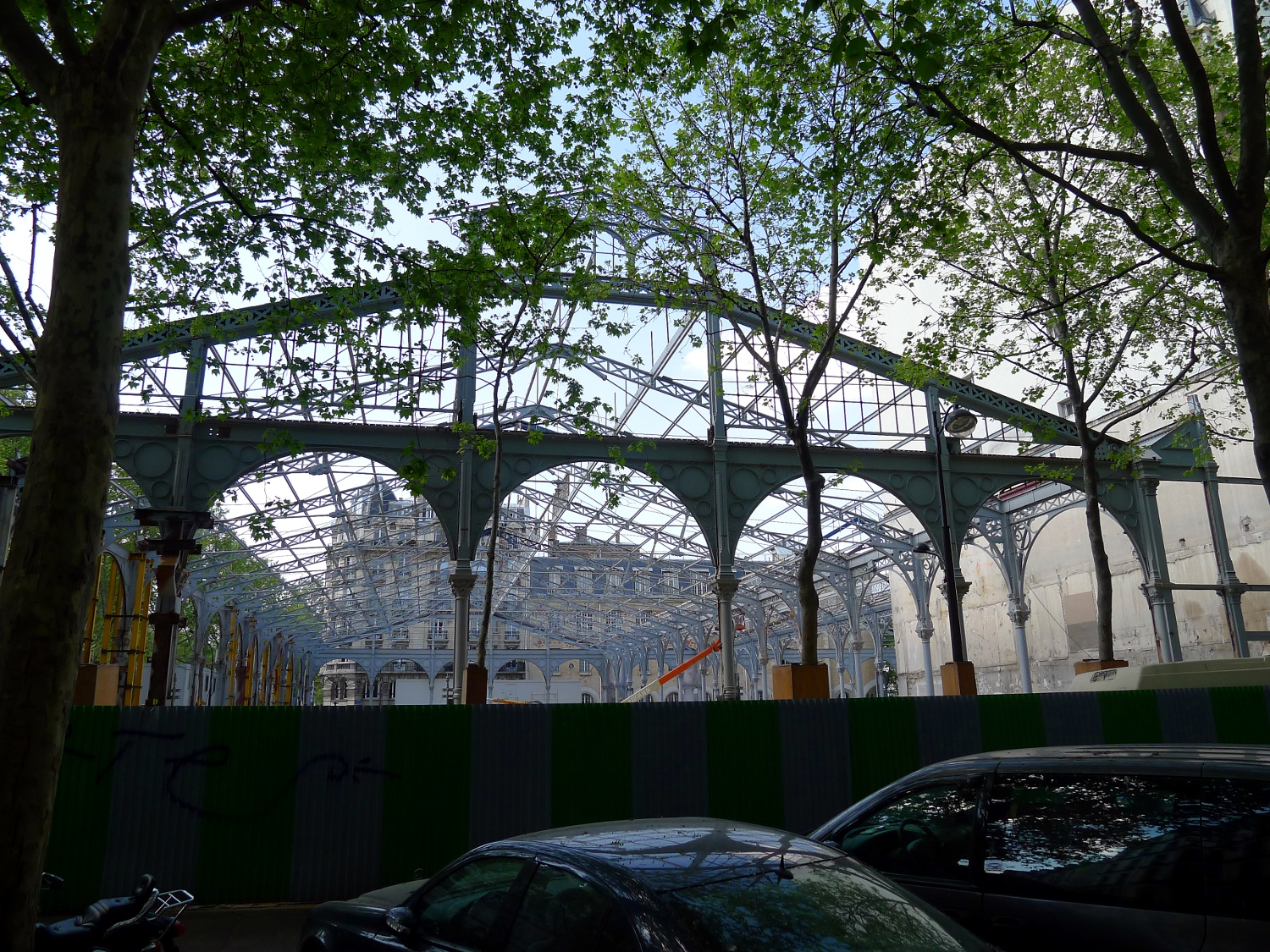
Le Carreau du Temple (travaux de rénovation de 2011).
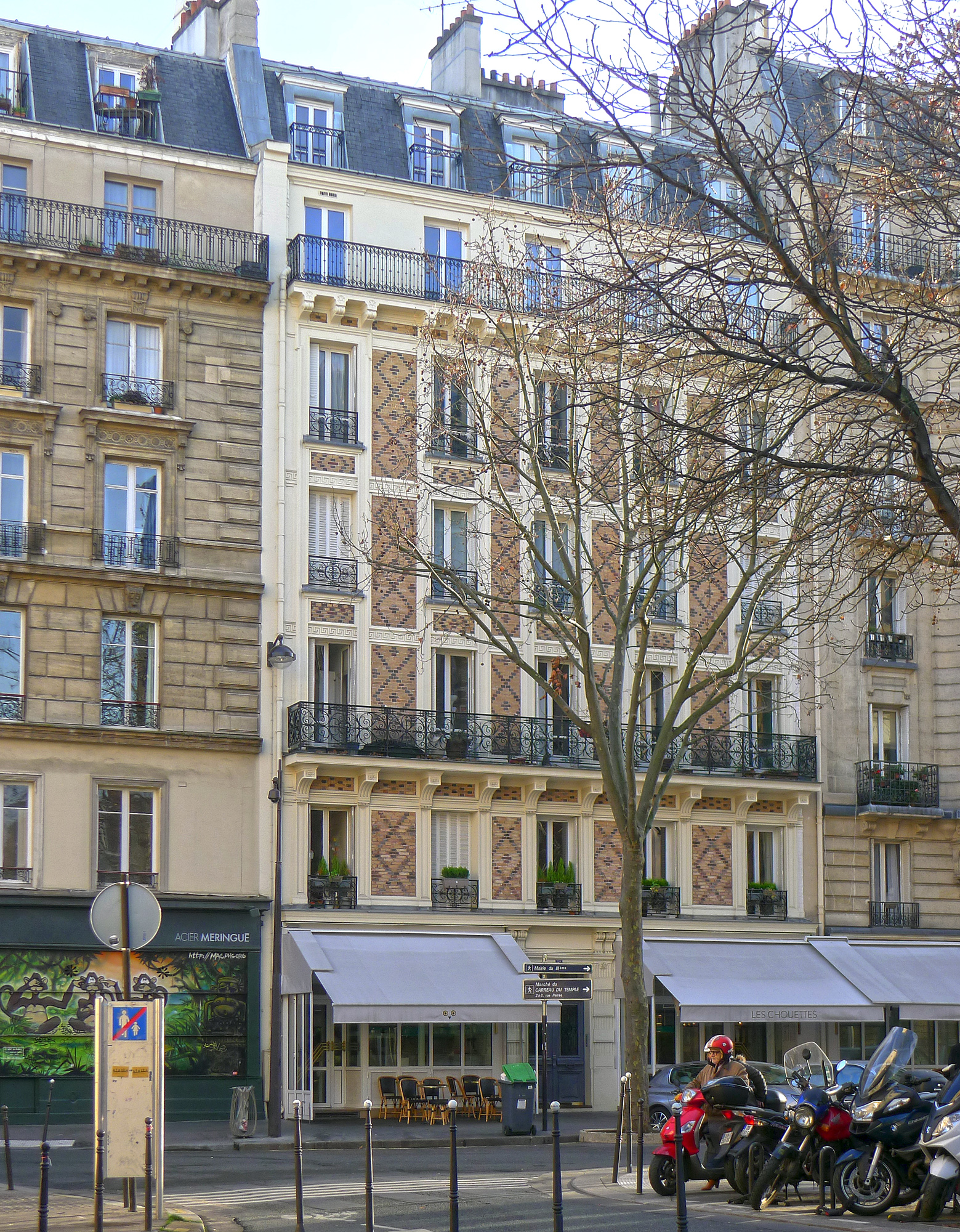
Immeubles de la rue.